# ویکتور سانچز ماتا
ویکتور سانچز ماتا (انگلیسی: Víctor Sánchez Mata؛ زادهٔ ۸ سپتامبر ۱۹۸۷) یک بازیکن فوتبال اهل اسپانیا است.
از باشگاه‌هایی که در آن بازی کرده‌است می‌توان به بارسلونا، خرز، باشگاه فوتبال بارسلونا بی، ختافه، باشگاه فوتبال بارسلونا سی، و اسپانیول اشاره کرد.